# Trionymus perrisii
Trionymus perrisii är en insektsart som först beskrevs av Victor Antoine Signoret 1875.  Trionymus perrisii ingår i släktet Trionymus, och familjen ullsköldlöss. Arten är reproducerande i Sverige.